# Échelle internationale de température de 1990
Pour les articles homonymes, voir EIT et ITS.
L’Échelle internationale de température de 1990 (EIT-90 – en anglais, International Temperature Scale of 1990 : ITS-90 –) est une norme d’étalonnage des matériels destinés à la mesure des températures dans les échelles Kelvin  et Celsius, édictée dans le cadre du système SI. C'est le texte en français qui est la version officielle (la traduction en anglais, agréée, est publiée pour « faciliter diffusion de l'Échelle »). EIT-90 a pour objet d’établir les conditions de mesure de la température thermodynamique et de faciliter la compatibilité des résultats au niveau international. Elle définit des points d’étalonnage des instruments de mesure pour des températures comprises entre 0,65 K et environ 1 368 K (de −272,5 °C à 1 085 °C). Elle subdivise cette gamme de températures en régions qui se recouvrent partiellement.
L’intitulé « Échelle internationale de température de 1990 » peut être trompeur : il ne s’agit pas d’une échelle mais d’une norme d’étalonnage des appareils de mesure.

## Conception
EIT-90 est une norme construite de façon à approcher d’aussi près que possible — dans l’état des techniques — la mesure de la température thermodynamique absolue (fondée sur le zéro absolu). Plusieurs types de thermomètres sont nécessaires pour couvrir la gamme de températures de la norme : thermomètres à pression de vapeur d’hélium, thermomètre à hélium, thermomètre à résistance de platine, thermomètre à radiation monochromatique.
Les échelles Kelvin et Celsius sont définies à partir du zéro absolu (0 K) et du point triple de l’eau (273,16 K et 0,01 °C). Cette définition est inutilisable pour les températures très différentes du point triple de l’eau. Aussi, EIT-90 utilise des points de référence fondés sur les états d’équilibre thermodynamique de treize éléments chimiques purs et d’une substance composée, l’eau. Pour les températures les plus basses, du voisinage du zéro absolu à quelques K, la norme utilise la relation tension de vapeur — température de l’hélium et de ses isotopes ; dans la gamme de quelques K à quelques dizaines de K, les températures de références correspondent aux points triples de divers gaz, tels que le dihydrogène, le néon et le dioxygène. Au voisinage de 0 °C, la référence est le point triple de l’eau. Ensuite on utilise les températures de solidification ou de fusion de corps purs tels que le gallium, l’indium et l’aluminium.
Les thermomètres calibrés selon EIT-90 utilisent des formules d’interpolation complexes entre les points de référence. La norme spécifie un contrôle rigoureux des variables afin d’assurer la reproductibilité des mesures d’un laboratoire à l’autre. Par exemple, les formules corrigent les effets de la pression atmosphérique sur la mesure des températures de fusion alors que, dans les conditions ordinaires, ces effets n’excèdent pas le millikelvin. La norme corrige même l’effet que peut avoir l’immersion plus ou moins grande de la sonde dans l’échantillon. EIT-90 distingue « fusion » et « solidification », selon que la chaleur entre dans l’échantillon mesuré ou en sort.
Il résulte d'EIT-90 que les températures des points triples et les températures de fusion ou solidification de treize substances pures sont connues « exactement », car elles sont posées « par définition ». Seule la température du point triple de l’eau a été déterminée en dehors d'EIT-90, par accord international, sur la base d’une composition d’eau normalisée (Vienna Standard Mean Ocean Water, VSMOW).

## Limitations
Il existe souvent de petites différences entre les mesures calibrées selon EIT-90 et la température thermodynamique vraie. Par exemple, des mesures précises montrent que le point d’ébullition de l’eau VSMOW sous la pression normale est de 373,133 9 K (99,983 9 °C) si l’on applique strictement la définition de la température thermodynamique. Mais si l’on applique les recommandations d’EIT-90, on doit interpoler entre les points de référence du gallium et de l’indium et le résultat est inférieur d’environ 10 mK, soit 99,974 °C.
L’intérêt d’EIT-90 est de permettre aisément des mesures comparables partout dans le monde à l’aide de normes d’étalonnage pratiques et partout reproductibles, couvrant une large gamme de températures.
EIT-90 ne concerne pas les matériels et procédés hautement spécialisés utilisés pour la mesure des températures très proches du zéro absolu ; par exemple pour mesurer des températures inférieures à un microkelvin  (un millionième de Kelvin) , les spécialistes utilisent un réseau de lasers optiques pour ralentir et piéger les atomes, puis ils mesurent leur vitesse de déplacement pour déterminer leur température : un atome de césium se déplaçant avec une vitesse de 7 mm par seconde a une température équivalente de 700 nK — record des plus basses températures atteint au NIST des États-Unis en 1994.

## Domaines de mesure
- Entre 0,65 K et 5,0 K, EIT-90 est définie par la relation tension de vapeur / température de 3He puis de 4He.
- Entre 3,0 K et 24,556 1 K (point triple du néon), EIT-90 est définie par un thermomètre à hélium calibré par trois points dans cette zone de températures.
- Entre 13,803 3 K (point triple du dihydrogène) et 1 234,93 K (solidification de l’argent), EIT-90 est définie par un thermomètre à résistance de platine (RTD), calibré par des points de référence et utilisant des procédures d’interpolation normalisées.
- Au-dessus de 1 234,93 K (solidification de l’argent), EIT-90 est définie à l’aide de points de référence et de la loi d’émission de Planck.

## Points de référence
La table ci-dessous présente les différents points de référence d’EIT-90.
| Substance et état de référence                                                                      | Valeur de référence en Kelvins (domaine d’application) | Valeur de référence en degrés Celsius (domaine d’application) |
| --------------------------------------------------------------------------------------------------- | ------------------------------------------------------ | ------------------------------------------------------------- |
| Relation tension de vapeur / température de l’hélium 3 (par équation)                               | (0,65 à 3,2)                                           | (−272,50 à −269,95)                                           |
| Relation tension de vapeur / température de l’hélium-4 sous son point lambda (par équation)         | (1,25 à 2,176 8)                                       | (−271,90 à −270,973 2)                                        |
| Relation tension de vapeur / température de l’hélium-4 au-dessus de son point lambda (par équation) | (2,176 8 à 5,0)                                        | (−270,973 2 à −268,15)                                        |
| Relation tension de vapeur / température de l’hélium (par équation)                                 | (3,0 à 5,0)                                            | (−270,15 to −268,15)                                          |
| Point triple du dihydrogène                                                                         | 13,803 3                                               | −259,346 7                                                    |
| Point triple du néon                                                                                | 24,556 1                                               | −248,593 9                                                    |
| Point triple du dioxygène                                                                           | 54,358 4                                               | −218,791 6                                                    |
| Point triple de l’argon                                                                             | 83,805 8                                               | −189,344 2                                                    |
| Point triple du mercure                                                                             | 234,315 6                                              | −38,834 4                                                     |
| Point triple de l’eau                                                                               | 273,16                                                 | 0,01                                                          |
| Fusion du gallium                                                                                   | 302,914 6                                              | 29,764 6                                                      |
| Solidification de l’indium                                                                          | 429,748 5                                              | 156,598 5                                                     |
| Solidification de l’étain                                                                           | 505,078                                                | 231,928                                                       |
| Solidification du zinc                                                                              | 692,677                                                | 419,527                                                       |
| Solidification de l’aluminium                                                                       | 933,473                                                | 660,323                                                       |
| Solidification de l’argent                                                                          | 1 234,93                                               | 961,78                                                        |
| Solidification de l’or                                                                              | 1 337,33                                               | 1 064,18                                                      |
| Solidification du cuivre                                                                            | 1 357,77                                               | 1 084,62                                                      |